# KMT (mixtape)
Albums de Gazo
Drill FR
(2021) Apocalypse
(2024)
KMT est la deuxième mixtape du rappeur français Gazo, sortie le 1er juillet 2022 sous les labels BSB Productions, Epic Records et Sony Music France.

## Genèse
Le 11 mai 2022, il sort Celine 3X, second extrait de KMT.
Le 11 juin 2022, il annonce l'arrivée de son nouveau projet KMT pour le 1er juillet.
Le 28 juin 2022, il dévoile Rappel comme troisième et dernier single avant la sortie de l'album,.
Sur ce projet, Gazo collabore avec Damso, Skread, Tiakola et M Huncho,.

## Accueil commercial
La première semaine, KMT s'écoule à 27 696 ventes,. L'album se classe en première position du Top Albums,.
3 semaines après sa sortie, la mixtape est certifiée disque d'or par le SNEP, puis 9 semaines seulement après sa sortie la mixtape est certifiée disque de platine.
L'album connait un succès incroyable, certifié recemment triple disque de platine avec plus de 300 000 ventes en france et 7 singles de diamant dont un feat avec Tiakola . Encore aujourd'hui , en 2023 , de nombreux hits de l'album tel que Die ou Fleurs sont dans le top 50 des titres les plus streamés en france sur des plateformes d'écoutes tel que Spotify Deezer ou Apple Music.

## Liste des pistes
| KMT   | KMT                         | KMT            | KMT                                      | KMT   | KMT | KMT | KMT | KMT | KMT |
| No    | Titre                       | Auteur         | Compositeur(s)                           | Durée |     |     |     |     |     |
| ----- | --------------------------- | -------------- | ---------------------------------------- | ----- | --- | --- | --- | --- | --- |
| 1.    | Becte                       | Gazo           | Diabi                                    | 2:18  |     |     |     |     |     |
| 2.    | Bodies (feat. Damso)        | Gazo, Damso    | Ambezza, Vov, Djadoo                     | 2:46  |     |     |     |     |     |
| 3.    | Lettre à un opps            | Gazo           | IL Pazzo                                 | 2:58  |     |     |     |     |     |
| 4.    | Rappel                      | Gazo           | Shiruken Music                           | 3:37  |     |     |     |     |     |
| 5.    | Jeux dangereux              | Gazo           | Shiruken Music                           | 2:28  |     |     |     |     |     |
| 6.    | M.A.L.A (feat. M Huncho)    | Gazo, M Huncho | Marcelino                                | 3:46  |     |     |     |     |     |
| 7.    | Gra gra boom (feat. Skread) | Gazo, Skread   | Skread                                   | 3:28  |     |     |     |     |     |
| 8.    | Hennessy                    | Gazo           | Flem                                     | 3:37  |     |     |     |     |     |
| 9.    | Impact                      | Gazo           | Ethan Jackson                            | 3:06  |     |     |     |     |     |
| 10.   | Die                         | Gazo           | Dallas, Amine D1, Sawaii Prod, vhs music | 4:00  |     |     |     |     |     |
| 11.   | Boss                        | Gazo           | Scar, Nardey                             | 3:08  |     |     |     |     |     |
| 12.   | Celine 3X                   | Gazo           | Scar, Nardey                             | 2:38  |     |     |     |     |     |
| 13.   | Molly                       | Gazo           | Nardey, SHK                              | 3:30  |     |     |     |     |     |
| 14.   | Fleurs (feat. Tiakola)      | Gazo, Tiakola  | Shiruken Music                           | 3:30  |     |     |     |     |     |
| 15.   | Mauvais 2X (feat. Ninho)    | Gazo, Ninho    | Nardey, Shiruken Music                   | 3:37  |     |     |     |     |     |
| 48:27 |                             |                |                                          |       |     |     |     |     |     |

| 16. | Bodies Remix (feat. ElGrandeToto, Santana & Unknown T) | Gazo, ElGrandeToto, Santana, Unknown T | Flem, Nardey, Ambezza, Vov, Djadoo | 3:12 |
| 17. | La taupe                                               | Gazo                                   | ProdbyNino, VNK                    | 2:42 |
| 18. | Adapter                                                | Gazo                                   | Mr. Punisher                       |      |

## Titres certifiés en France
- Mauvais 2X (feat. Ninho)  Diamant[12]
- Celine 3X  Diamant[13]
- Molly (A Colors Show)  Diamant[14]
- Rappel  Diamant[15]
- Die  Diamant[16]
- Becte  Diamant [17]
- Fleurs (feat. Tiakola)  Diamant[18]
- Bodies (feat. Damso)  Platine[19]
- Lettre à un opps  Or [20]
- Jeux dangeureux  Or

## Clips vidéos
- Mauvais 2X (avec Ninho) : 20 novembre 2021
- Céline 3X : 11 mai 2022
- Rappel : 28 juin 2022
- Hennessy : 27 octobre 2022

## Classements et certifications

### Classements hebdomadaires
| Classements (2022)           | Meilleure place |
| ---------------------------- | --------------- |
| France (SNEP)                | 1               |
| France (SNEP Physique)       | 3               |
| Suisse (Schweizer Hitparade) | 2               |
| Belgique (Wallonie Ultratop) | 1               |
| Belgique (Flandre Ultratop)  | 54              |

### Certifications et ventes
| Pays          | Certification | Unités  |
| ------------- | ------------- | ------- |
| France (SNEP) | 3 × Platine   | 421 783 |